# Tullio Campagnolo
Tullio Campagnolo (ur. 26 sierpnia 1901 w Vicenzy, zm. 3 lutego 1983) – włoski wynalazca, przedsiębiorca oraz kolarz. Opatentował zacisk mimośrodowy (szybkozamykacz), stosowany m.in. w piastach i obejmach podsiodłowych. Stworzył firmę Campagnolo zajmującą się produkcją części rowerowych.